# Виїмки для тіста

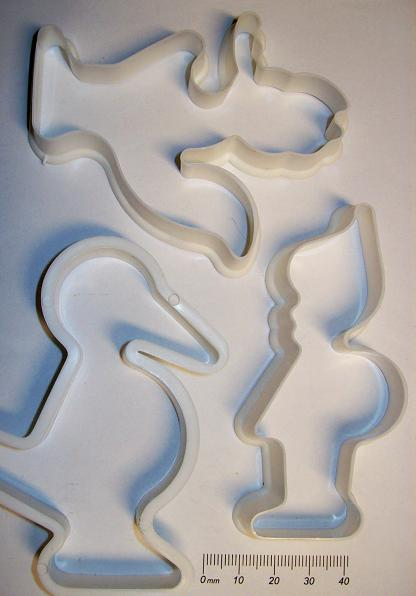
Виїмки для тесту з поліпропілену

Валик-тісторізка

Виїмки для тіста або різаки для тіста — кухонні пристосування при приготуванні фігурного печива для вирізання шляхом видавлювання різних фігур (кіл, багатокутників, зірочок тощо). На розкатаному тісті. Виїмки з тіста раніше зазвичай виготовляли зі смужок білої жерсті або листового алюмінію шириною 1,5-2 см, замкнутий контур яких утворює фігурні ножі. Сучасні виїмки для тіста випускаються також з поліпропілену. Металеві виїмки дають більш рівний зріз, ніж пластикові. Виїмки для тіста надходять у продаж зазвичай наборами по 4-10 штук різної форми. За відсутності форм-виїмок кондитери рекомендують користуватися для вирізання печива круглої форми стаканами різного діаметру.
Для фігурного вирізання розкачаного тіста існують також обертові дволопатеві ножі-тісторізки, які при прокатці по тісту дають одну певну фігуру, а також валики-тісторезки, які при прокатці за один прохід дають 5-8 різних фігур.